# Volfango De Biasi
Volfango De Biasi (Roma, 22 febbraio 1972) è un regista, sceneggiatore e scrittore italiano.

## Biografia
Dopo la laurea in Lettere moderne alla Sapienza - Università di Roma (tesi sugli archetipi junghiani nel cinema noir), studia recitazione fra Parigi e Los Angeles. Inizia la propria carriera nel mondo del cinema dirigendo un segmento del film a episodi Esercizi di stile, del 1996, intitolato Senza uscita. 
Dopo aver diretto alcuni cortometraggi, video musicali e documentari tra cui Matti per il calcio nel 2004, nel 2007 dirige il film con Nicolas Vaporidis e Cristiana Capotondi, Come tu mi vuoi. Nel 2008 scrive e dirige il documentario Solo amore. Nel 2009, dirige nuovamente Nicolas Vaporidis nel film Iago. Nel 2010 è sceneggiatore del pluripremiato Venti sigarette. Nel 2012 scrive Colpi di fulmine e nel 2013  Colpi di fortuna per la regia di Neri Parenti, entrambi vincitori del Biglietto d'oro. Tra il 2014 e il 2016 scrive e dirige una trilogia natalizia: Un Natale stupefacente, Natale col boss, candidato al Nastro d'argento per la migliore commedia 2015 e Natale a Londra - Dio salvi la regina tutti con Lillo & Greg. Nel 2016 presenta alla Festa del Cinema di Roma Crazy for Football e con lo stesso vince il David di Donatello e la Menzione Speciale al Nastro d'argento per il miglior documentario 2017; nel 2021 dirige l'omonimo film per la Rai con protagonisti Sergio Castellitto, Max Tortora e Massimo Ghini. Nel 2018 scrive e dirige Nessuno come noi tratto dal romanzo di Luca Bianchini. Nel 2019 scrive e dirige L'agenzia dei bugiardi. Nel 2021 scrive e dirige Una famiglia mostruosa. Nel 2022 dirige tre episodi della serie The Net - Gioco di squadra. Nel 2023 scrive e dirige Un matrimonio mostruoso e In Fuga con Babbo Natale.
Nel 2004 De Biasi ha anche lavorato come attore nel film Movimenti e nel 2016 nel mockumentary Grazie al Klaus. Ha insegnato sceneggiatura presso l'università La Sapienza e l'Istituto Europeo di Design.

## Filmografia

### Regista e sceneggiatore

#### Cinema
- Senza uscita, episodio del film Esercizi di stile (1996)
- Matti per il calcio - documentario (2006)
- Come tu mi vuoi (2007)
- Solo amore - documentario (2008)
- Iago (2009)
- Un Natale stupefacente (2014)
- Natale col boss (2015)
- Natale a Londra - Dio salvi la regina (2016)
- Crazy for Football - documentario (2016)
- Nessuno come noi (2018)
- L'agenzia dei bugiardi (2019)
- Una famiglia mostruosa (2021)
- Un matrimonio mostruoso (2023)
- In fuga con Babbo Natale (2023)

#### Televisione
- Crazy for Football - Matti per il calcio - film TV (2021)
- The Net - Gioco di squadra (2022-2023)

### Sceneggiatore
- Venti sigarette (2010)
- Colpi di fulmine (2012)
- Colpi di fortuna (2013)

## Pubblicazioni
- Volfango De Biasi, Come tu mi vuoi, Mondadori, 2008, ISBN 8804585676.
- Volfango De Biasi, Iago. Amore, gelosia, passione, Mondadori, 2009, ISBN 8804591145.
- Francesco Trento e Volfango De Biasi, Crazy for Football, Longanesi, 2018, ISBN 8830448982.